# TW Hydrae
TW Hydrae é uma estrela anã laranja há aproximadamente 176 anos luz de distância, na constelação de Hydra (a serpente marinha). TW Hydrae tem massa semelhante a do Sol, e cerca de 5 a 10 milhões de anos de idade.